# Драгушиново
Драгушиново е село в Западна България. То се намира в Община Самоков, Софийска област.

## География
Село Драгушиново се намира в планински район, на 2 километра от гр. Самоков. Близостта до Самоков позволява да бъде третирано като квартал на града.
Землището на село Драгушиново заема централните зони на горната (Искърска) част на Самоковската котловина, както и обширни области от преходния планинския масив, който свързва Рила и Ихтиманска средна гора, наречен в географските карти Шипочански рид и именован в местната драгушинска топонимия Главнио рид, а също и източните склонове и билото на намиращата се почти по средата на горната част на самоковската котловина Средна гора (Продановски рид).
Релефът е планинско-котловинен, силно пресечен, понижаващ своята надморска височина в посока юг-север.
Самото село Драгушиново е разположено на десния бряг на река Искър, в малка вътрешна котловина, оградена от юг, изток и север със заоблени планински склонове и широко отворена на запад към речната долина на Искъра.
Климатът е с добре изразено планинско влияние – сравнително продължителна зима със средномесечни температури през януари от (-)2 °C; (-) 5 °C и кратко прохладно лято със средномесечни юлски температури от (+) 22 °C; (+) 24 °C. Валежите са с пролетно-летен максимум, годишното количество е около 550 л/m². Снежната покривка рядко се задържа през цялата зима.
Водното богатство на землището на Драгушиново е голямо – освен протичащата през него р. Искър и нейните притоци – р. Гръчки дол, р. Катранджия, р. Матица, р. Пиперица, р. Крива вада, тук са широко разпространени т. нар. топлици – извори на силно минерализирани подпочвени води, намиращи се по тектонските разломи.
Почвите са главно кафяви горски и алувиално-ливадни.
Растителен и животински свят – на територия на землището на селото могат да се срещнат представители на всички видове растения и животни, характерни за този географски ареал. Твърде характерни са гнездящите тук около 60 двойки бели щъркели. Въпреки бракониерската сеч на иглолистни и широколистни дървета, все още има съхранени немалки по площ горски масиви от бор, цер, бук, акация.

## Население
- 1934 г. – 818 жители
- 1946 г. – 914 жители
- 1956 г. – 963 жители
- 1975 г. – 883 жители
- 1992 г. – 798 жители
- 2001 г. – 746 жители
- 2008 г. – 636 жители
- 2009 г. – 633 жители
- 2010 г. – 622 жители
- 2011 г. – 619 жители
- 2021 г. – 569 жители

## История
При избухването на Балканската война в 1912 година 1 човек от селото е доброволец в Македоно-одринското опълчение. 
Според една от легендите името на селото идва от името на
стар шивач. Той се е казвал Драго и всеки път когато го виждали на пътя
хората казвали: „Драго ший ни ново“

## Забележителности
1. Черквата Свети Тодор
2. Параклисът Свети Дух Храмът Свети Дух край Драгушиново
3. Параклисът Свети Иван Рилски
4. Река Искър
5. Гнездата на белите щъркели
6. Връх Маркова Трапеза
7. Кладенците с лековита вода
8. Етнокултурните традиции[3]

## Кулинария
Рецепта за рачник за Тодоров ден в Драгушиново
- Необходими продукти за седем порции
(1) 5 – 7 средноголеми речни раци, които се измиват добре и заливат с вряла вода;
(2) 400 грама ориз;
(3) Олио – 200 млл;
(4) 1 – 2 средно големи глави кромид лук;
(5) черен пипер – на вкус;
(6) сол на вкус;
(7) 5 – 6 стръка магданоз;
(8) 1,1 литра вода;
- Начин на приготвяне
Измитият ориз се поставя в тепсия. Кромидът се обелва и нарязва на дребни късове. Магданозът се нарязва на стръкове от около 3 сантиметра. Сместа се разбърква и се добавя олиото, черния пипер и солта, които отново се разбъркват и поставят в тепсията. Така приготвената смес се залива с вляла вода и се разбърква отново. Върху ориза се подреждат речните раци. Тепсията се поставя в добре загрята фурна с температура от около 200 – 220 градуса. Пече се около 30 – 40 минути.